# Belize nos Jogos Pan-Americanos de 1979
Belize competiu nos Jogos Pan-Americanos de 1979 em San Juan, Porto Rico, de 1 a 15 de julho de 1979. Conquistou uma medalha de bronze a primeira em sua história nos jogos.